# Agelaius
Az Agelaius a madarak osztályának verébalakúak (Passeriformes) rendjébe és a csirögefélék (Icteridae) családjába tartozó nem.

## Rendszerezés
A nemet Louis Pierre Vieillot írta le 1816-ban, jelenleg az alábbi 5 faj tartozik ide:
- barnavállú csiröge (Agelaius humeralis)
- sárgavállú csiröge (Agelaius xanthomus)
- háromszínű csiröge (Agelaius tricolor)
- pirosvállú csiröge (Agelaius phoeniceus)
- kubai csiröge (Agelaius assimilis)

## Előfordulásuk
Észak-Amerikában és a Nagy-Antillák területén honosak. Az ide tartozó fajok állandóak, egyetlen vonuló faja eljut Közép-Amerikába is.

## Megjelenésük
Testhosszuk 20–23 centiméter közötti.

## Életmódjuk
Többségében ízeltlábúakkal táplálkoznak, de fogyasztanak magvakat, gyümölcsöket és nektárt is.